# Agboville
Agboville este un oraș din Coasta de Fildeș. Este reședința regiunii Agnéby.